# 粕屋南郵便局
粕屋南郵便局（かすやみなみゆうびんきょく）は、福岡県糟屋郡志免町にある郵便局である。民営化前の分類では集配普通郵便局であった。

## 概要
住所：〒811-2299 福岡県糟屋郡志免町田富伊賀杭162-1

## 沿革
- 1909年（明治42年）3月26日 - 志免（しめ）郵便局（三等）として開設[1]。
- 1929年（昭和4年）2月 - 糟屋郡志免町一円と須恵町大字旅石の区域の郵便物集配業務を開始[2]。集配郵便局となる。
- 1958年（昭和33年）3月15日 - 内国欧文電報配達事務の取扱を福岡中央電報局に移管[3]。
- 1968年（昭和43年）1月14日 - 電話交換および和文電報配達業務を志免電報電話局に移管。
- 1968年（昭和43年）3月 - 志免町字古賀前1481-3に局舎を新築し移転[2]。
- 1972年（昭和47年）3月1日 - 特定郵便局から普通郵便局へ局種別改定[4]。
- 2001年（平成13年）10月15日 - 志免町志免古賀前から同町田富伊賀杭へ移転[5]するとともに、粕屋南郵便局に改称[6]。
- 2001年（平成13年）10月22日 - 宇美郵便局[7]から集配業務を移管。
- 2007年（平成19年）5月21日 - 長者原郵便局および篠栗郵便局から集配業務を移管[8]。
- 2007年（平成19年）10月1日 - 民営化に伴い、併設された郵便事業粕屋南支店に一部業務を移管。
- 2012年（平成24年）10月1日 - 日本郵便株式会社発足に伴い、郵便事業粕屋南支店を粕屋南郵便局に統合。

## 取扱内容
- 郵便、印紙、ゆうパック、内容証明
- 貯金、為替、振替、振込、国際送金、国債、投資信託
- 生命保険、バイク自賠責保険
- ゆうちょ銀行ATM
- 糟屋郡志免町・須恵町・宇美町・篠栗町各町内全域および粕屋町のうち内橋790-1を除く全域の集配業務[9]
- ゆうゆう窓口

## 周辺
- 粕屋南部消防署
- 福岡県立須恵高等学校
- 福岡県立宇美商業高等学校

## アクセス
- JR香椎線 宇美駅から徒歩約25分
- 西鉄バス 深町停留所下車
- 九州自動車道 須恵スマートICから南へ約2km
- 駐車場あり：35台